# Karibiska strömmen
Karibiska strömmen är en varm havsström som flyter in i Karibiska havet från Sydamerikas nordöstra kust. Den är fortsättningen på Guyanaströmmen och Norra ekvatorialströmmen, och utgör grunden för Golfströmmen. Strömmen vänder norrut när den går in i Yucatánkanalen och byter där namn till Yucatánströmmen.